# 王海波 (政治人物)
王海波（1958年—），汉族，中华人民共和国政治人物、第十一届全国政协委员。
担任河北省农林科学院副院长。2008年，当选第十一届全国政协委员，代表农业界，分入第三十九组。
2001年6月，中国科学技术协会第六次全国代表大会召开，并选举其出任第六届全国委员会常务委员。